# Spitsbergen
Spitsbergen (trước đây gọi là Tây Spitsbergen; tiếng Na Uy: Vest Spitsbergen hay Vestspitsbergen) là đảo lớn nhất và cũng là đảo duy nhất có người sinh sống thường xuyên của quần đảo Svalbard tại Na Uy. Tạo thành phần phía tây của quần đảo, đảo giáp với Bắc Băng Dương, biển Na Uy và biển Greenland. Spitsbergen có diện tích 39.044 km2 (15.075 dặm vuông Anh), khiến nó là đảo lớn nhất tại Na Uy và lớn thứ 36 trên thế giới. Trung tâm hành chính là Longyearbyen, và các điểm định cư khác cùng với các trạm nghiên cứu là cộng đồng khai mỏ người Nga Barentsburg, cộng đồng nghiên cứu Ny-Ålesund và trạm khai mỏ Sveagruva.
Hòn đảo ban đầu là một căn cứ của ngành săn bắt cá voi trong thế kỷ 17 và 18, sau đó thì bị bỏ rơi. Khai thác than bắt đầu vào đầu thế kỷ 20, và một số cộng đồng sinh sống thường xuyên đã được thiết lập. Hiệp ước Svalbard vào năm 1920 đã công nhận chủ quyền của Na Uy và Svalbard trở thành một khu kinh tế tự do và một khu phi quân sự. Store Norske của Na Uy và Arktikugol của Nga vẫn là các công ty khai mỏ duy nhất. Nghiên cứu và du lịch đã trở thành các hoạt động kinh tế quan trọng, đặc biệt là University Centre in Svalbard và Kho dự trữ hạt giống toàn cầu Svalbard. Không có đường bộ kết nối các điểm định cư; thay vào đó phải sử dụng xe trượt tuyết, máy bay và tàu thuyền. Sân bay Svalbard, Longyear là nơi xuất nhập cảnh chính của đảo.
Hòn đảo có khí hậu Bắc Cực, song có nhiệt độ cao hơn đáng kể so với những nơi cùng vĩ độ khác. Thực vật của đảo được hưởng một thời gian dài có mặt trời ban đêm, bù đắp cho những ban đêm vùng cực. Spisbergen là nơi sinh sản của nhiều loài chim biển, và cũng là nơi cư trú của gấu trắng Bắc Cực, tuần lộc và các loài động vật có vũ hải dương. Sáu vườn quốc gia phần lớn chưa bị con người tác động và có môi trường mỏng manh. Hòn đảo có nhiều sông băng, núi và vịnh hẹp.